# Confederação Brasileira de Rugby
Die Confederação Brasileira de Rugby (CBRu) ist der nationale Sportverband für Rugby Union und Siebener-Rugby in Brasilien. Der im Jahr 1963 gegründete Verband hat seinen Sitz in São Paulo. Seit 1995 vertritt er Brasilien beim Weltverband World Rugby und beim Kontinentalverband Sudamérica Rugby.

## Aufgabe
Die Confederação Brasileira de Rugby stellt die Brasilien vertretenden Nationalmannschaften, einschließlich der für die Männer (Os Tupis), Frauen (As Yaras) und Jugend, zusammen. Daneben organisiert der Verband das Kinder- und Jugend-Rugby in Brasilien. Kinder und Jugendliche werden bereits in der Schule an den Rugbysport herangeführt und je nach Interesse und Talent beginnt dann die Ausbildung. Wie andere Rugbynationen verfügt Brasilien über eine U-20-Nationalmannschaft, die an den entsprechenden Weltmeisterschaften teilnimmt. Ebenso ist die Confederação Brasileira de Rugby verantwortlich für die brasilianische Siebener-Rugby-Nationalmannschaft und da Siebener-Rugby eine olympische Sportart ist, arbeitet sie hier mit dem Comitê Olímpico Brasileiro zusammen.
Der Verband organisiert auch den nationalen Spielbetrieb. Die höchste Rugby-Union-Liga des Landes ist die seit 1964 bestehende Campeonato Brasileiro de Rugby mit 16 Mannschaften, die meisten davon aus dem Bundesstaat São Paulo. Einst kamen die meisten Spieler der Nationalmannschaft aus dieser Liga und waren Amateure. Seit 2020 gehören sie jedoch überwiegend dem Team Cobras an, das an der Profiliga Super Rugby Americas teilnimmt. Diese umfasst auch Teams aus Argentinien, Chile, Paraguay, Uruguay und den Vereinigten Staaten. Weitere Spieler sind vor allem in Europa als Profisportler tätig.

## Geschichte
Die Confederação Brasileira de Rugby wurde 1963 unter dem Namen União de Rugby do Brasil (URB) gegründet, 1970 in Associação Brasileira de Rugby (URB) umbenannt und ist seit 1995 Vollmitglied des International Rugby Football Board (IRFB, heute World Rugby). Sie war außerdem im Jahr 1988 Gründungsmitglied des südamerikanischen Kontinentalverbandes CONSUR (heute Sudamérica Rugby).

## Logo
Das Logo der Confederação Brasileira de Rugby zeigt einen Rugbyball zwischen zwei Malstangen auf gelben Grund mit dem Schriftzug Brasil Rugby darüber.